# Bony a klid
Bony a klid je český film režiséra Víta Olmera z roku 1987.

## Obsah filmu
Hlavní postavou příběhu je mladý automechanik Martin Holec (Jan Potměšil), který přijede z Mladé Boleslavi do Prahy, aby tu sehnal marky, za které chce koupit pro místní diskotéku video. Nechá se však překupníky napálit falešnými bankovkami. Aby škodu, kterou svým kamarádům způsobil, nahradil, vrátí se do Prahy a začne pátrat po vekslákovi Richardu Šindlerovi (Josef Nedorost), který mu falešné peníze prodal. Dostane se několikrát do střetu s Richardovou partou, ale časem si sám začne vydělávat jako vekslák a stane se členem Richardovy party. Slibnou „kariéru“ však překazí střetnutí s mnohem silnější a vlivnější skupinou překupníků, v jejímž pozadí stojí protřelý Karel.
Podobný námět má film Vekslák aneb Staré zlaté časy z roku 1994.

## Zajímavosti
Ve filmu je užita hudba skupiny Frankie Goes to Hollywood (např. „Relax“) a zpěvačky Petry Janů.
Autorem obalu stejnojmenné dlouhohrající desky Bony a klid byl významný vizuální umělec a performer Jiří Kovanda.